# Етьєнн-Марк Катрмер
Етьєнн-Марк Катрмер (фр. Etienne Marc Quatremère; 12 липня 1782 — 18 вересня 1857) — французький сходознавець.
Професор грецької літератури в Руанському факультеті, пізніше професор семітичних мов у Collège de France. Багатосторонній знавець східних і західних мов, Катрмер відрізнявся і видатною дотепністю в аналізі частковостей. Його головні праці: «Recherches sur la langue et la littérature de l'Egypte» (Пар., 1808); «Mémoires géographiques et historiques sur l'Egypte» (1811); «Observations sur quelques points de la géographie de l'Egypte» (1812). Катрмер опублікував історію монголів Рашида ад-Діна в «Collection orientale» (1837), а також став першим у Європі, хто здійснив видання всього тексту «Мукаддіма» Ібн Хальдуна.